# Pelo e Contropelo
Pelo e Contropelo è stato un programma radiofonico in onda su Radio Kiss Kiss dal 2002 al 2011. È condotto da Pippo Pelo. 
Si sono susseguiti ad accompagnare la conduzione di Pippo Pelo: Antonio e Michele, Rosalia Porcaro, Sergio Friscia, Gigi e Ross, I Ditelo voi ed "I due interi e un ridotto"(Virginia Raffaele, Francesca Milani e Danilo De Santis).
Nel 2009 il programma viene premiato a Saint Vincent con la grolla d'oro come migliore trasmissione del mattino da Maurizio Costanzo al gran galà della radio italiana in onda su Italia 1.
Il programma era in onda dalle 07:00 alle 10:00 dal lunedì al venerdì e dalle 10:00 alle 13:00 il sabato.